# Рабат (Афганистан)
Рабат (дари رباط) — кишлак на северо-востоке Афганистана, в вилаяте (провинции) Бадахшан. Входит в состав района Вахан.

## Географическое положение
Рабат расположен на северо-востоке Бадахшана, в высокогорной местности, на правом берегу реки Вахандарьи, на расстоянии приблизительно 223 километров к востоку от города Файзабада, административного центра вилаята. Абсолютная высота — 3178 метров над уровнем моря. Ближайшие населённые пункты — кишлак Варди (выше по течению Вахандарьи), кишлак Рорунг (ниже по течению Вахандарьи).

## Население
В национальном составе преобладают ваханцы.